# Remora remora
Remora remora (Linnaeus, 1758) nota in italiano come remora comune o come remora degli squali in italiano è un pesce osseo marino della famiglia Echeneidae.

## Distribuzione e habitat
Si tratta di una specie cosmopolita in tutti i mari tropicali e subtropicali.  È presente nel mar Mediterraneo, anche in acque italiane.
Fa vita pelagica e, come tutte le remore, vive in simbiosi con un altro animale pelagico più grande. Questa specie si associa spesso a squali ma anche a tartarughe marine, pesci luna, marlin, mante, eccetera.

## Descrizione
Simile alle altre remore come la remora del pesce spada, da cui si distingue per avere 17-19 lamelle sul disco adesivo (14-17 in R. brachyptera) e per la pinna caudale forcuta nella remora del pesce spada ha bordo piatto. Inoltre le pinne dorsale ed anale sono più corte e la pinna pettorale ha una punta, mentre in R. brachyptera è grossolanamente quadrata. Il disco adesivo giunge all'altezza delle pinne pettorali.
Il colore è grigio scuro o nero con opercoli e bordi delle pinne chiari.
Misura fino a 70 cm.

## Biologia
Poco nota (anche perché è stata spesso confusa con altre specie di questo e di altri generi). Probabilmente simile a quella delle altre remore.